# Horace Leleux
Horace Camille Benjamin Leleux (Isières, 16 november 1889 - Aat, 18 mei 1971) was een Belgisch volksvertegenwoordiger en burgemeester.

## Levensloop
Leleux promoveerde tot doctor in de geneeskunde en werd arts in Aat.
In 1938 werd hij gemeenteraadslid, in 1939 schepen en van november 1945 tot januari 1947 burgemeester van Aat. Hij volgde hierin de tijdens de oorlog overleden burgemeester en arts Fernand Felu (1876-1941) op, evenals Georges Empain, die in 1945 korte tijd burgemeester was.
In 1946 werd hij verkozen tot liberaal volksvertegenwoordiger voor het arrondissement Doornik-Aat en vervulde dit mandaat tot in 1949. Hij verdween vervolgens van het politiek toneel.